# Roger Moorhouse
Roger Moorhouse (ur. 14 października 1968 w Stockport) – brytyjski historyk i pisarz specjalizujący się głównie w historii Polski, III Rzeszy oraz II wojny światowej.  

## Życiorys
Urodzony w Stockport, w hrabstwie Cheshire, abiturient Berkhamsted School. W 1990 rozpoczął studia historyczne i politologiczne w School of Slavonic and East European Studies (Szkole studiów nad Słowiańszczyzną i Europą Wschodnią) na University of London. W 1994 uzyskał tytuł magistra, następnie kontynuując edukację na uniwersytetach w Düsseldorfie i Strathclyde.
Jeszcze jako student Moorhouse rozpoczął współpracę z profesorem Normanem Daviesem, poszukując dla niego materiałów. Wniósł swój wkład w szereg nowszych publikacji znanego historyka, w tym między innymi Europę, Wyspy i Powstanie ’44. Kulminację współpracy stanowiła ich wspólna książka – opublikowana w 2002 i przetłumaczona na cztery języki historia Wrocławia (Mikrokosmos). Publikacja zebrała bardzo dobre recenzje w międzynarodowej prasie.
W 2006 ukazała się pierwsza samodzielna książka Moorhouse’a, pt. Polowanie na Hitlera, poświęcona szeregowi planowanych i podjętych zamachów na życie przywódcy III Rzeszy. Publikacja okazała się komercyjnym sukcesem i została przetłumaczona na wiele języków, w tym między innymi niemiecki, hiszpański, włoski, japoński oraz polski.
Kolejna książka Moorhouse’a – Stolica Hitlera – stanowi pracę z zakresu historii społecznej, poświęconą życiu w Berlinie podczas II wojny światowej. Publikacja, wydana w wersji oryginalnej w 2010, zebrała wiele pozytywnych recenzji, między innymi w „Financial Timesie”, „Daily Telegraph” oraz „American Spectator Magazine”. Nominowano ją również do nagrody historycznej Hessell-Tiltman Prize.
W 2014 ukazała się publikacja Rogera Moorhouse’a Pakt Diabłów. Sojusz Hitlera i Stalina. Choć w niektórych kręgach praca ta była krytykowana za rzekome umniejszanie zbrodni nazistowskich poprzez zestawienie ich ze zbrodniczą polityką sowiecką („The Guardian”), większość krytyków, w tym „Wall Street Journal” i „The Daily Telegraph”, (Książka Roku 2014), wyraziła się o niej znacznie bardziej pozytywnie, podkreślając jej rzetelność historyczną i barwność języka.
Polskim wydawcą książek Rogera Moorhouse’a – podobnie jak Normana Daviesa – jest Społeczny Instytut Wydawniczy Znak.
Poza szeroką działalnością publicystyczną, Moorhouse często występuje jako ekspert w dziedzinie historii II wojny światowej, a szczególnie historii III Rzeszy. Przemawiał m.in. na Międzynarodowym Festiwalu Książki w Edynburgu i Festiwalu Literatury w Bath, a na zaproszenie Polskiego Instytutu Spraw Międzynarodowych w Warszawie zasiadał w panelu ekspertów omawiających nowe wydanie Mein Kampf przez Instytut Historii Najnowszej (Institut für Zeitgeschichte) w Monachium. 
W roku akademickim 2016/2017 Moorhouse wykładał jako profesor wizytujący w Kolegium Europejskim na warszawskim Natolinie. Jest członkiem brytyjskiego Królewskiego Towarzystwa Historycznego.

## Odznaczenia
W 2020 odznaczony Krzyżem Kawalerskim Orderu Zasługi Rzeczypospolitej Polskiej  za "przybliżanie losów Polski w czasie II wojny światowej anglojęzycznemu czytelnikowi" i "szerzenie wiedzy o Polsce za granicą". Odznaczenie, w imieniu prezydenta Andrzeja Dudy, wręczył Ambasador RP w Londynie Arkady Rzegocki.

## Publikacje w języku angielskim (jako autor i współautor)
- Roger Moorhouse, Norman Davies, Microcosm: Portrait of a Central European City (Cape, 2002)
- Roger Moorhouse, Killing Hitler (Cape, 2006)
- Roger Moorhouse, Berlin at War: Life and Death in Hitler's Capital 1939-1945 (Bodley Head, 2010)
- Roger Moorhouse, The Devils' Alliance: Hitler's Pact with Stalin, 1939-1941 (Bodley Head, 2014)
- Roger Moorhouse, The Third Reich in 100 Objects (Greenhill Books, 2017)
- Roger Moorhouse, First to Fight: The Polish War, 1939 (Bodley Head, 2019)
- Roger Moorhouse, The Forgers: The Forgotten Story of the Holocaust’s Most Audacious Rescue Operation (Bodley Head, 2004)[8]

## Książki przetłumaczone na język polski
- Roger Moorhouse, Norman Davies, Mikrokosmos: Portret miasta środkowoeuropejskiego (Ossolineum, Znak, 2002)
- Roger Moorhouse, Polowanie na Hitlera (Znak, 2006)
- Roger Moorhouse, Stolica Hitlera. Życie i śmierć w wojennym Berlinie (Znak, 2011)
- Roger Moorhouse, Pakt diabłów. Sojusz Hitlera i Stalina (Znak Horyzont, 2015)
- Roger Moorhouse, Trzecia Rzesza w 100 przedmiotach (Znak, 2018)
- Roger Moorhouse, Polska 1939: Pierwsi przeciw Hitlerowi (Znak, 2019)
- Roger Moorhouse, Paszporty życia. Polscy dyplomaci, fałszywe dokumenty i tajna misja, która ocaliła tysiące Żydów (Znak, 2024)[9]